# Kamp Holland

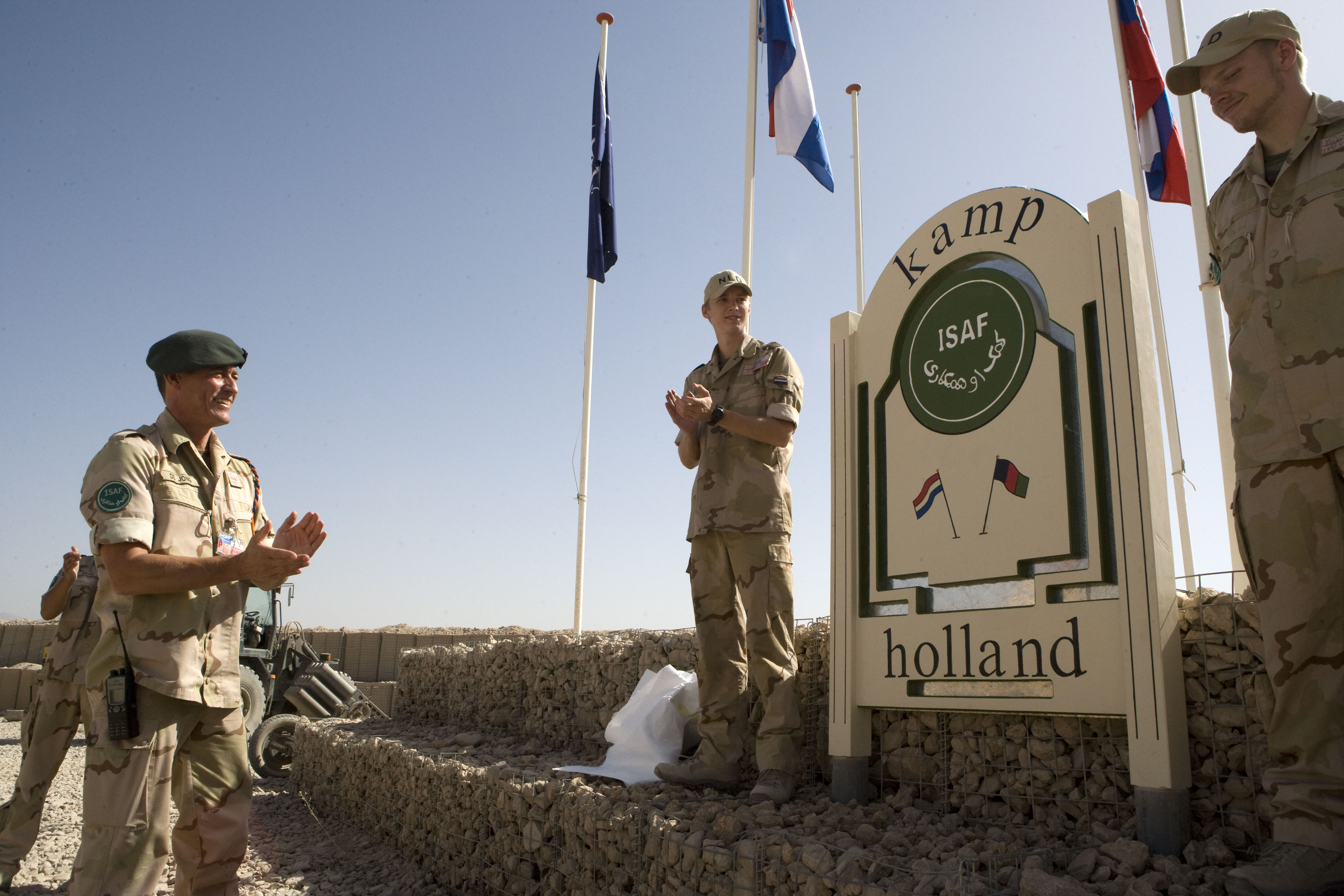
In 2009 werd een nieuw naambord onthuld

Kamp Holland was een Nederlandse ISAF-basis van de Task Force Uruzgan in de Afghaanse provincie Uruzgan. Deze bevond zich in de nabijheid van de provinciehoofdstad Tarin Kowt en was operationeel van juli 2006 tot en met november 2010. De basis was het belangrijkste Nederlandse steunpunt in de provincie Uruzgan. De gemiddelde personeelssterkte bedroeg rond de 1200 Nederlandse en 400 Australische militairen. Hun opdracht was de creatie van veiligheid in het gebied en de stimulans van lokale wederopbouw. De tol die tijdens de operationele periode hiervoor aan Nederlandse zijde werd betaald was 24 doden en 140 gewonden.
Op 1 augustus 2010 kwam officieel een eind aan de Nederlandse missie en trad Nederland terug als leidinggevende in het gebied. Bij de commandoteruggave werd tevens het kamp overgedragen aan het nieuw opgerichte Combined Team Uruzgan (CTU) bestaande uit Amerikaanse en Australische troepen. Een week na de overdracht werd bekend dat – uit erkentelijkheid voor het vierjarig optreden als leidinggevend land - het ISAF-commando de benaming van het kamp officieel als Camp Holland zou handhaven.

## Geschiedenis

### Opbouwfase
Het kamp werd onder de verantwoordelijkheid van de 1 Logistieke Brigade der Koninklijke Landmacht opgebouwd in de periode van maart tot en met juli 2006. De zogenaamde Deployment Task Force (DTF) onder kolonel H. Morsink bouwde het kamp binnen vijf maanden vrijwel uit het niets op. De Deployment Task Force bestond uit genie en logistieke troepen en een infanterie-eenheid ter beveiliging. Voor transport en luchtsteun in deze fase was men afhankelijk van de Air Task Force (ATF), het CLSK-detachement.

### Operationele fase
Tijdens de operationele fase was het kamp de thuisbasis voor de volgende Task Force Uruzgan-detachementen (TFU).
Nota bene: de Tactical Force Elementen (TFE) en Provinciale Reconstructieteams (PRT) stonden onder operationeel commando van het TFU-detachement en waren hier als zodanig ook bij ingedeeld. De aflossing van deze eenheden liep niet synchroon met die van de TFU maar was overlappend.
- TFU-1. 11 Luchtmobiele Brigade; juli 2006 tot en met januari 2007 onder kolonel T. Vleugels
  - TFE-1. 12 Infanteriebataljon Air Assault Regiment Van Heutsz; juli tot en met november 2006
  - PRT-1. 42 Tankbataljon Regiment Huzaren Prins van Oranje; augustus tot en met november 2006

- TFU-2. 13 Gemechaniseerde Brigade; februari tot en met juli 2007 onder kolonel H. van Griensven
  - TFE-2. 17 Pantserinfanteriebataljon Garderegiment Fuseliers Prinses Irene; december 2006 tot en met maart 2007
  - PRT-2. 11 Tankbataljon Regiment Huzaren van Sytzama; december 2006 tot en met maart 2007
  - 413 Geniecompagnie, december 2006 tot en met maart 2007

- TFU-3. 11 Luchtmobiele Brigade; augustus 2007 tot en met januari 2008 onder kolonel N. Geerts
  - TFE-3. 42 Pantserinfanteriebataljon Regiment Limburgse Jagers; april tot en met juli 2007
  - TFE-4. 13 Infanteriebataljon Air Assault Regiment Stoottroepen Prins Bernhard; augustus tot en met november 2007
  - PRT-3. 41 Pantsergeniebataljon; april tot en met september 2007

- TFU-4. 43 Gemechaniseerde Brigade; februari tot en met juli 2008 onder kolonel R. van Harskamp
  - TFE-5. 44 Pantserinfanteriebataljon Regiment Infanterie Johan Willem Friso; december 2007 tot en met maart 2008
  - TFE-6. 45 Pantserinfanteriebataljon Regiment Infanterie Oranje Gelderland; april tot en met juli 2008
  - PRT-4. 14 Afdeling Veldartillerie; oktober 2007 tot en met maart 2008
  - 113 Pantsergeniecompagnie; april tot en met juli 2008 (opgeheven)
- TFU-5. 11 Luchtmobiele Brigade; augustus 2008 tot en met januari 2009 onder kolonel C. Matthijssen
  - TFE-7. 11 Infanteriebataljon Air Assault Garderegiment Grenadiers en Jagers; augustus tot en met november 2008
  - PRT-5. 11 Pantsergeniebataljon; april tot en met september 2008

- TFU-6. 13 Gemechaniseerde Brigade; februari tot en met juli 2009 onder brigadegeneraal Tom Middendorp
  - TFE-8. 12 Infanteriebataljon Air Assault Regiment Van Heutsz; december 2008 tot en met maart 2009
  - TFE-9. 11 Tankbataljon Regiment Huzaren van Sytzama; april tot en met juli 2009
  - PRT-6. 101 CIS-bataljon; oktober 2008 tot en met maart 2009

- TFU-7. 11 Luchtmobiele Brigade; augustus 2009 tot en met januari 2010 onder brigadegeneraal Marc van Uhm
  - TFE-10. 17 Pantserinfanteriebataljon Garderegiment Fuseliers Prinses Irene; augustus tot en met november 2009
  - PRT-7. 11 Afdeling Rijdende Artillerie; april tot en met september 2009

- TFU-8. 43 Gemechaniseerde Brigade; februari tot en met juli 2010 onder brigadegeneraal K. van den Heuvel
  - TFE-11. 13 Infanteriebataljon Air Assault Regiment Stoottroepen Prins Bernhard, december 2009 tot en met maart 2010
  - TFE-12. 42 Pantserinfanteriebataljon Regiment Limburgse Jagers + 13e Infanteriecompagnie Korps Mariniers; april tot en met juli 2010
  - PRT-8. 43 Herstelcompagnie; oktober 2009 tot en met maart 2010
  - PRT-9. 1 CIMIC bataljon; april tot en met september 2010

Al deze detachementen kregen operationele ondersteuning van een Air Task Force bestaande uit F-16-, Eurocopter Cougar-, Chinook- of Apache-detachementen, de Explosieven Opruimings Dienst, het Joint ISTAR Commando (Joint Intelligence, Surveillance, Target Acquisition & Reconnaissance Commando), het Korps Commando Troepen en het Korps Mariniers.
De detachementen werden in hun actieve periode ter plaatse logistiek ondersteund door CLAS-, CLSK-, CZSK-, KMar- en interservice-personeel van diverse eenheden.

### Terugkeerfase
Het CTU heeft een deel van de basisinfrastructuur bestaande uit versterkte containers overgenomen. Tevens werd een deel van de voertuigen aan de Afghaanse autoriteiten overgedragen. Desondanks moest het merendeel van het gebruikte materieel weer naar Nederland teruggebracht worden. Deze logistieke operatie werd toegewezen aan een ReDeployment Task Force (RDTF) onder brigade-generaal J. Broeks bestaande uit technische en logistieke eenheden van het Operationeel Ondersteuningscommando Land (OOCL) en een infanterie-eenheid ter beveiliging. Deze operatie liep van augustus tot en met december 2010. De bedoeling was dat het materieel, afhankelijk van aard en status, middels transport over de weg en over zee of middels airlift naar Nederland werd teruggebracht.
Ten slotte zouden alle Nederlandse troepen eind 2010 de provincie Uruzgan hebben verlaten.

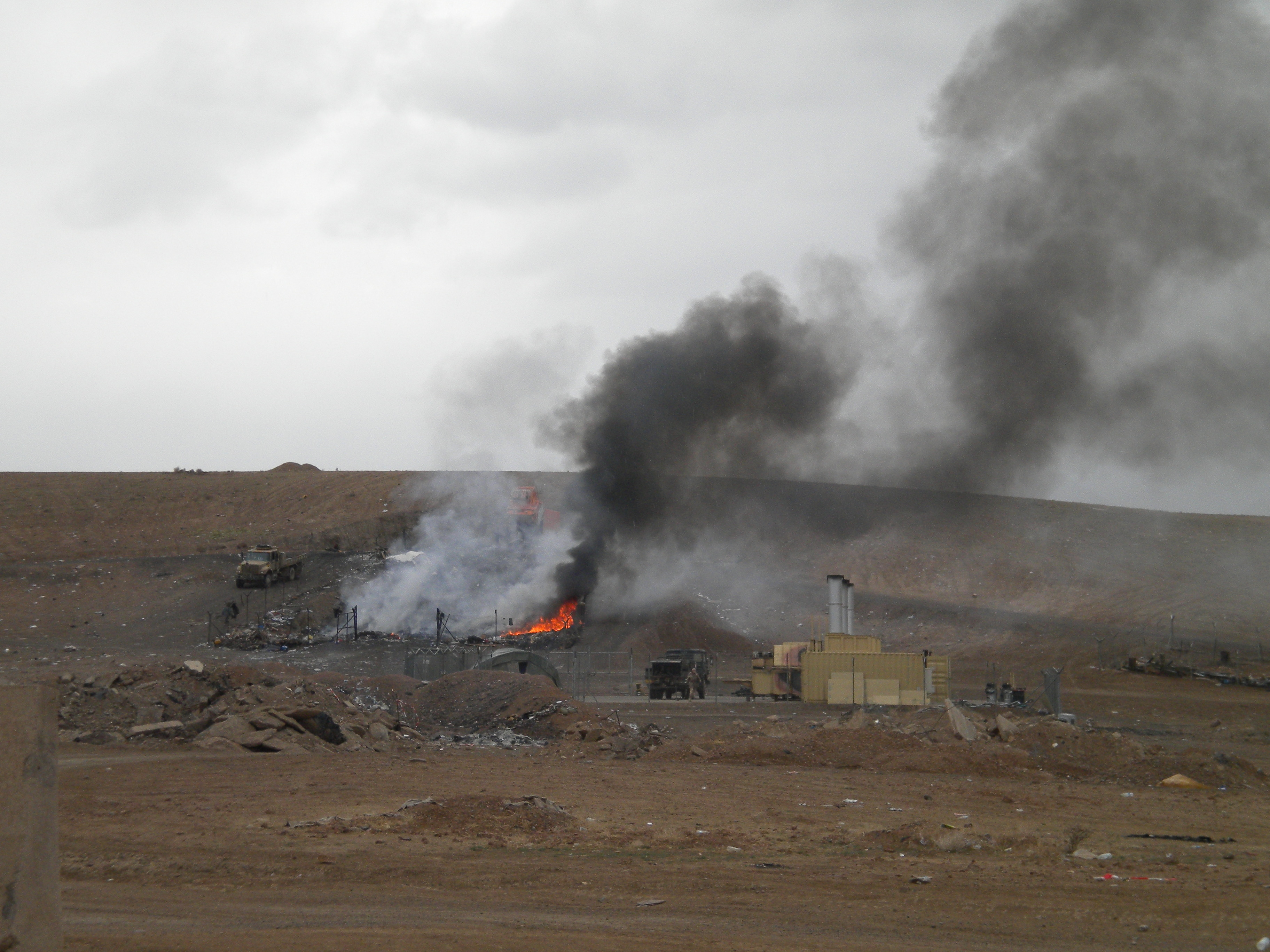
De burnpit bij Kamp Holland in januari 2010. De werkloze afvalverbrandingsinstallaties staan ernaast.

## Burnpit
Vuil werd verbrand in een zogenoemde 'burnpit': een stortplaats waar het afval werd verbrand. Deze burnpit bevond zich ten oosten van het kamp. Doordat de wind niet altijd uit dezelfde hoek kwam, kwam het regelmatig voor dat er over het kamp een rookdeken kwam te liggen. Om de verbranding 'schoner' te laten verlopen werden er in 2008 drie afvalverbrandingsinstallaties geplaatst. Die werden om verschillende redenen nauwelijks gebruikt. De werking was complex en de ovens waren bijvoorbeeld niet bestand tegen hitte. Zodoende bleef de burnpit in gebruik tot eind 2010.

## Herovering door Taliban
Op 13 augustus 2021 werden Tarin Kowt en het voormalig Kamp Holland veroverd door de Taliban na de terugtrekking van de Amerikaanse en NAVO-troepen.